# Convento de San Francisco (Santa Fe)

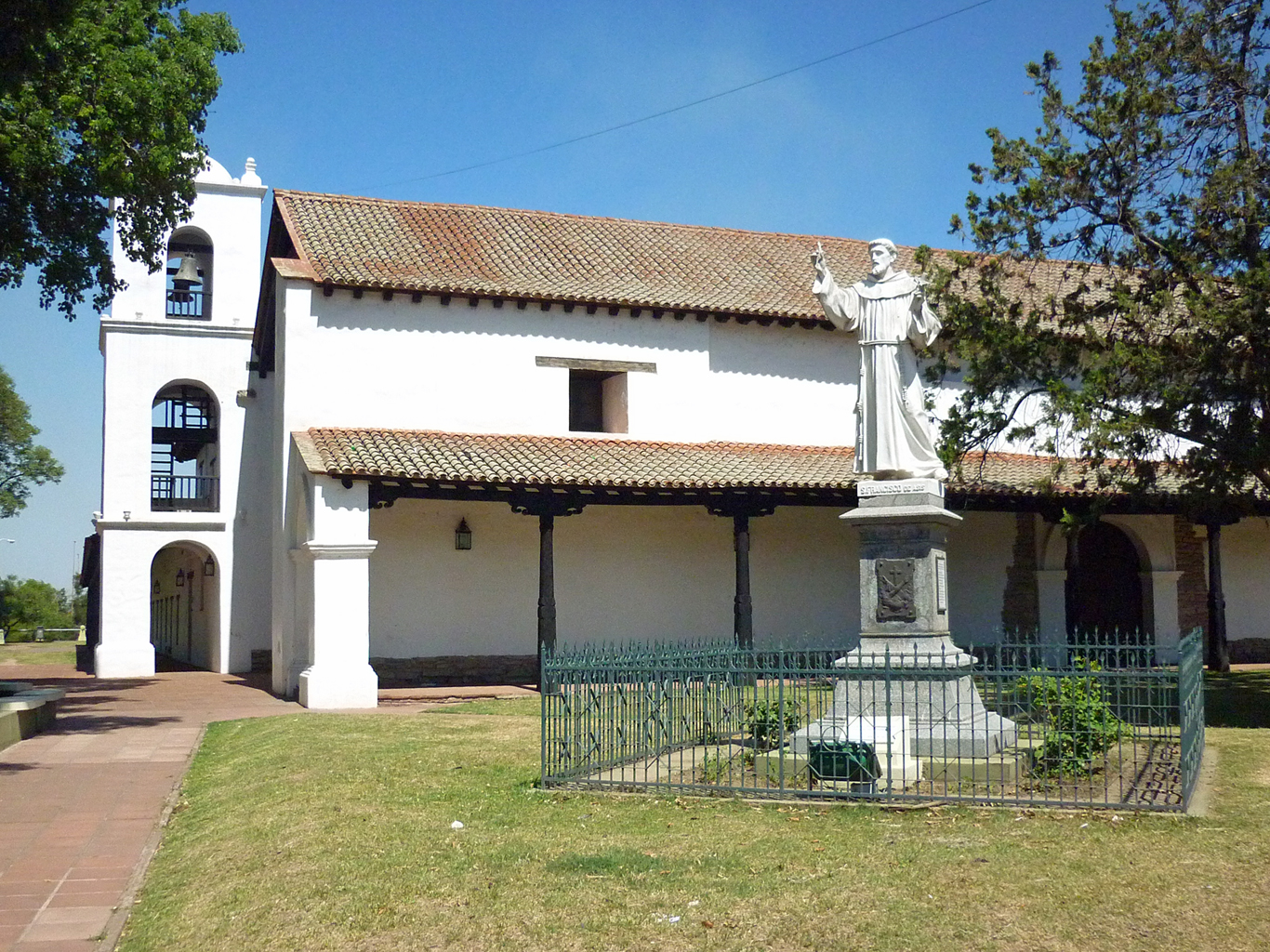
Galería lateral.

El Convento de San Francisco es un templo y convento católico en la ciudad de Santa Fe, Argentina. Ocupa un predio que antiguamente abarcaba una manzana del área histórica y hoy ha quedado incorporado en el trazado del Plaza de las Tres Culturas de la ciudad, junto a los museos Juan de Garay y Estanislao López.

## Historia
La Orden de Frailes Menores fue la primera que se instaló en Santa Fe la Vieja. La construcción del conjunto franciscano se inició con un primer templo a mediados del siglo XVII, al trasladarse la ciudad de Santa Fe al sitio actual en el año 1660. En sus primeros diez años, un convento provisorio, de paredes de barro y techo de paja. En 1673 comenzó a levantarse el templo que se conserva, terminado en 1688, aunque se continuaron las obras de los claustros. En la parte este del templo, se construyeron el convento franciscano, con sus celdas y demás comodidades para la comunidad. El convento se organizaba con tres hileras de habitaciones o celdas que se adosaban a la iglesia por el lado oeste, configurando un patio cuadrangular que se rodeaba con galerías. Alrededor de este patio, ornamentado con naranjos paraguayos, existían las celdas centenarias y originales, de las que hoy solo quedan cuatro auténticas.
Un hecho conocido en su historia fue la llamada tragedia del yaguareté. En una crecida, un yaguareté llegó hasta el convento subido a un camalote a través del río Paraná. Es sabido que estos camalotes aguantan una o dos personas. El yaguareté logró entrar por una ventana en una sala contigua a la iglesia, mientras el cura de turno cerró la puerta y la ventana sin advertir que el felino estaba adentro. Al día siguiente, al abrir la puerta, el yaguareté, hambriento y asustado, atacó, causando la muerte de tres sacerdotes y un civil: don Juan Galván, fray José Curami, fray Miguel Magallanes, y el hermano José Pedrazo. Luego, el animal sería dado muerto tras la intervención de una brigada armada mandada por el Cabildo. Hoy en día, se puede observar una mesa de madera donde quedó grabado el zarpazo del animal.
Hacia fines del siglo XIX, el frente del edificio fue modificado con un trazado italianizante. En 1938, el arquitecto Ángel Guido respetó la nueva fachada pero trató de devolverle al interior su aspecto original.
Entre 1949 y 1952, ya declarado el conjunto como Monumento Histórico Nacional, el arquitecto Mario Buschiazzo, apoyado en la documentación gráfica, devolvió al conjunto su aspecto original.

## Arquitectura
El templo fue construido en cruz latina de una sola nave con galería en el lateral derecho, y sus cimientos de hormigón de piedra fueron traídos desde las barrancas del río Paraná. Los muros fueron construidos con el sistema de tapia, reforzada con hiladas de piedra sobre los cimientos, y están revocados con barro y encalados. La cubierta de tejas se apoya sobre horcones de madera incorporados a la tapia. En su fachada se destaca la torre adosada al costado izquierdo, articulando el frente de la iglesia con el ala del museo (el antiguo convento). Las maderas usadas en todo el templo, que son de cedro, lapacho, algarrobo, quebracho colorado y otras, eran traídas de los bosques del Paraguay. En todo el artesonado no hay un solo clavo de hierro, todo es ajustado con madera en forma de trabas y cuñas.

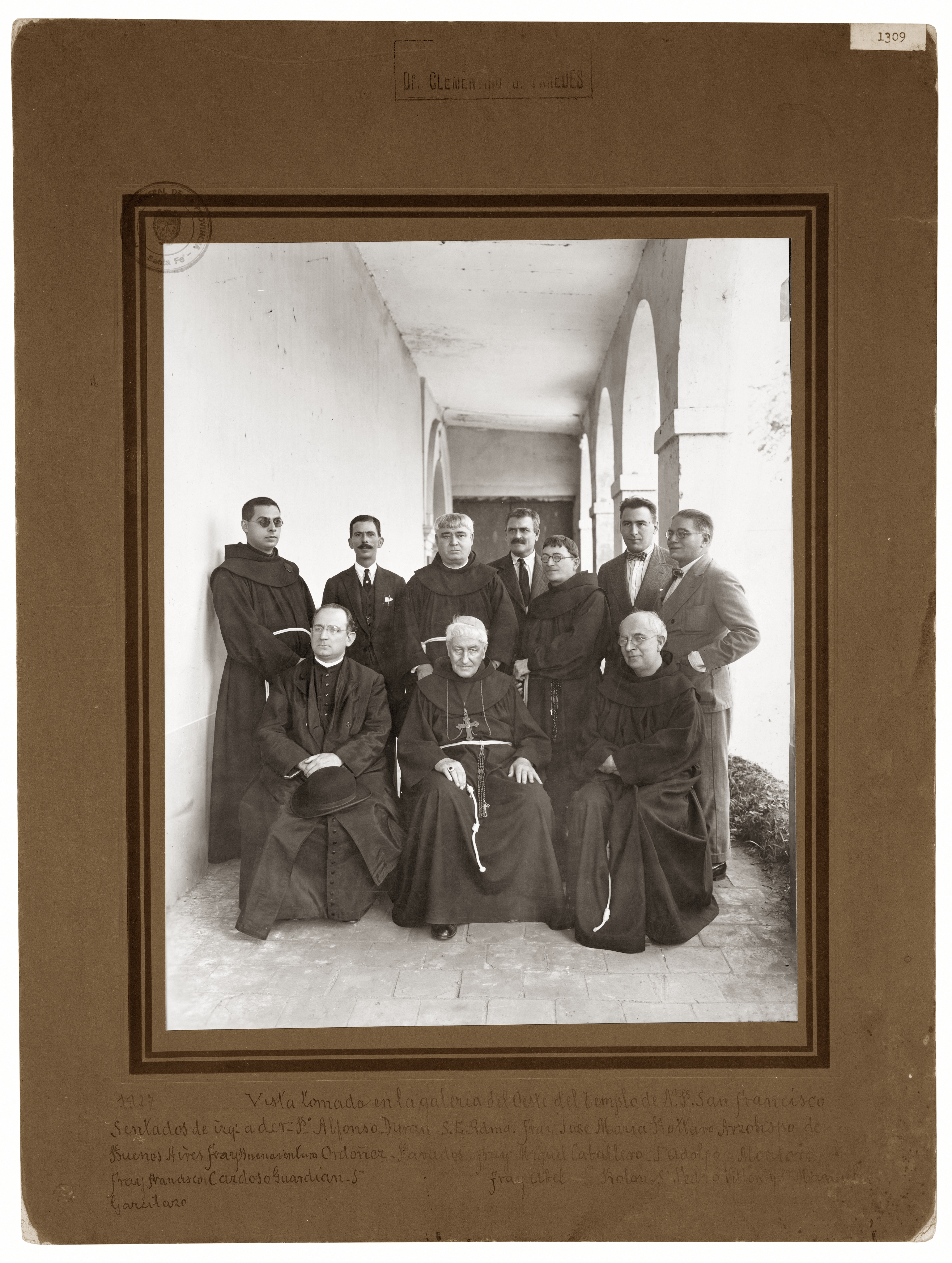
Retrato de clérigos y otros en Templo de San Francisco, Santa Fe.1927

Lo más atrayente del interior es el detallado artesonado del cielorraso, en madera ensamblada mediante completamente por encastres, de inspiración mudéjar. El coro está trabajado con la misma calidad artesanal y estilística. En el templo se encuentran los restos del brigadier general Estanislao López y su esposa Josefa Rodríguez del Fresno, del fray Miguel Magallanes (de la tragedia del yaguareté), del exgobernador y doctor Cándido Pujato, del canónigo Severo Echagüe, del fray Martinengo y del fray Adriano Rincón, entre otros.

## Interior

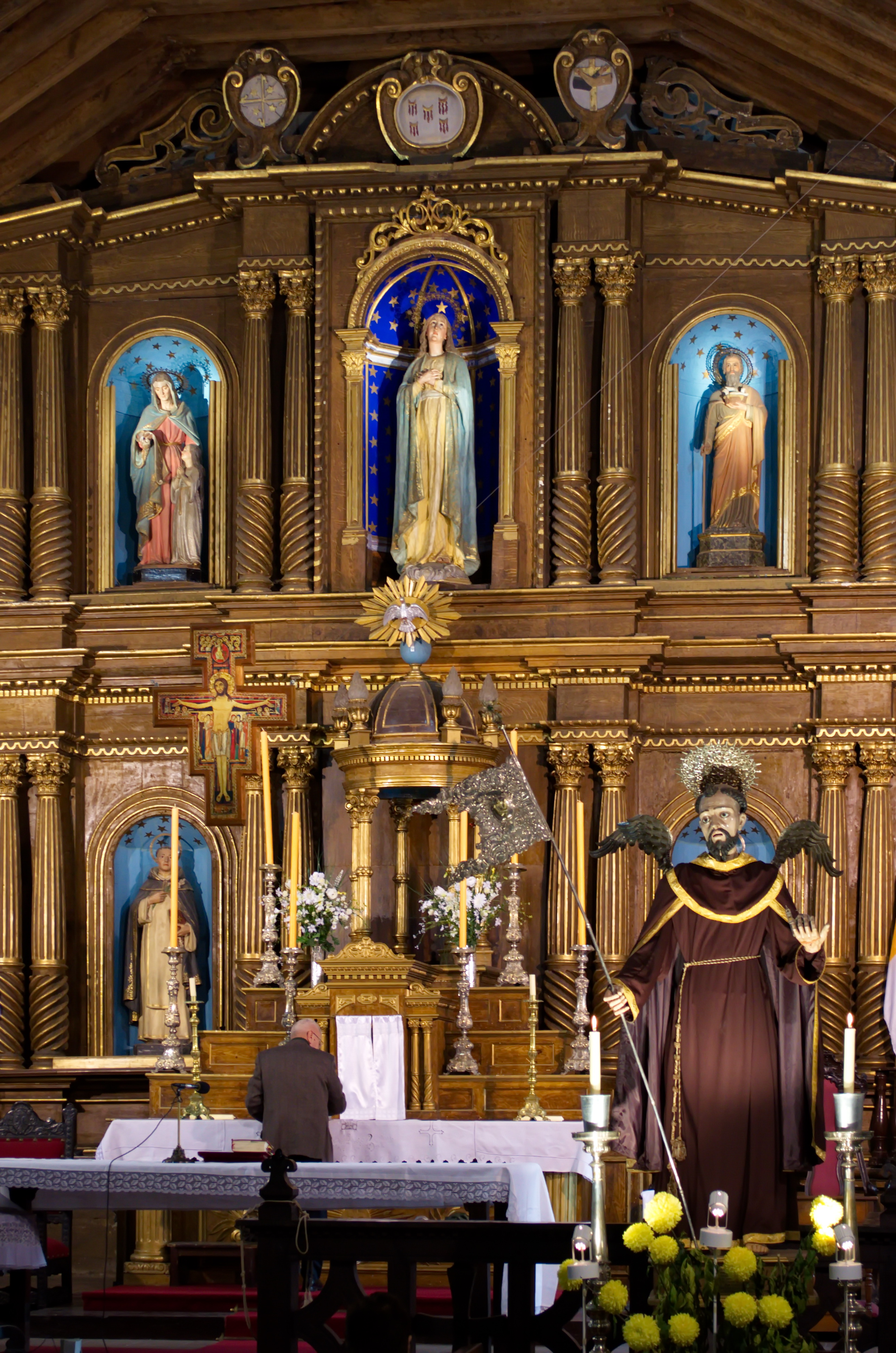
Altar mayor.

El altar mayor tiene una historia particular. Según la tradición, en el siglo XVIII fue traído desde España para la Compañía de Jesús, quienes lo rechazaron, y ante esto, el artista se la ofreció a los franciscanos, quienes la aceptaron. En el lado derecho del templo, están las imágenes de un Cristo barroco de Alonso Cano realizada en una sola talla de madera policromada, y donada en 1653 por la reina Mariana de Austria, y de San Benito de Palermo, perteneciente a los descendientes de Juan de Garay. Otra imagen, la de la Inmaculada Concepción, fue ofrendada en 1642 por la hija de Juan de Garay, mujer de Hernandarias, y, en la sacristía, se conserva el Cristo ante el cual juraron los constituyentes de 1853, además de un confesionario labrado y el púlpito.
También se encuentra una imagen de San Francisco Estigmatizado, traída en 1794 desde Perú, en la que Cristo vuela con alas de mariposa y de sus heridas salen rayos que se dirigen a San Francisco transmitiéndole las llagas.
Tiene su puerta principal hacia el frente y dos puertas laterales, una de las cuales comunica con una galería que da a la calle del oeste y la otra con la galería del claustro. Una cuarta puerta, de menores dimensiones, permite el paso desde la sacristía. Un pasadizo permitía el paso desde el patio conventual a los traspatios y corrales.